# SAED
SAED es un acrónimo formado por Sistemas Alternativos de Elevación y Desplazamiento. Es la versión en castellano de lifting engineering o heavy lifting y corresponde a aquellas actividades desarrolladas mediante ingeniería de elevación para la elevación, desplazamiento y posicionamiento de piezas singulares, bien por peso, bien por dimensiones, bien por otras dificultades.